# Intermediat
I kemi är ett intermediat ett reaktivt ämne som besitter ett lokalt energiminimum på en reaktionskoordinat. Intermediatet har alltså lägre energi än andra, liknande tillstånd.
Utmärkande för intermediat är hög reaktivitet, kort livslängd och låg koncentration jämfört med reaktanter och produkter. Några välkända intermediat i organiska reaktioner är karbokatjoner, karbanjoner, radikaler, karbener och nitrener.

## Påvisande av intermediat
Intermediat har vissa karakteristiska egenskaper jämfört med övergångstillstånd på grund av deras relativt mycket längre livslängd. Det går på olika sätt att troliggöra att en reaktion sker via ett intermediat:
- Isolation. Vissa intermediat påvisar sådan stabilitet att de går att isolera.
- Spektrala data. Till exempel IR- och NMR-spektroskopi.
- Fångande. Aryner (bensyner) till exempel kan påvisas genom fångande med hjälp av en dien i en Diels–Alderreaktion.